# 艾氏剂
艾氏剂（Aldrin）是一种有机氯杀虫剂，化学式为C12H8Cl6，常温常压下為無色液體，在1970年前广泛使用作為種子及土壤的杀虫剂。目前它在大部分国家被禁止。它及相關的环戊二烯类杀虫剂均是持久性有機污染物。

## 製備
艾氏剂可以由六氯环戊二烯和降冰片二烯進行狄尔斯–阿尔德反应來製備。
类似的，艾氏剂的一种异构体，异艾氏剂也可以由六氯二环庚二烯和环戊二烯反应制得。

利用狄尔斯–阿尔德反应合成艾氏剂

艾氏剂以德国化学家库尔特·阿尔德名字命名。他是这种反应的共同发明者之一。一份大约2.7吨的艾氏剂和相关的环戊二烯类杀虫剂在1946到1976年被生产出来。

在泥土中，在植物表面，或是在昆虫的消化道中，艾氏剂会被氧化成有更强杀虫效果的环氧化物狄氏剂。

## 对环境的影响以及控制
像一般的有机氯杀虫剂一样，艾氏剂具有很强的亲脂性。它在水中的溶解度仅仅只有0.027 g/mL，这使它在环境中能停留较长时间。在2001年通过的斯德哥尔摩公约上被取缔。
在美国，1974年美國環境保護署(U.S. EPA)就已经被禁止艾氏剂。1975年起台灣禁用阿特靈。欧盟为植物保护也在2009年禁止使用艾氏剂。

## 安全和环境方面
艾氏剂对老鼠的口服LD50为 39 到 60 mg/kg。然而对于鱼而言，艾氏剂是致命的毒药，对于鳟鱼和蓝鳃太阳鱼，LD50仅仅只有0.006– 0.01 mg/kg